# 1997년 현대 유니콘스 시즌
1997년 현대 유니콘스 시즌은 현대 유니콘스가 KBO 리그에 참가한 2번째 시즌으로, 삼미 슈퍼스타즈, 청보 핀토스, 태평양 돌핀스 시절까지 합하면 16번째 시즌이다. 김재박 감독이 팀을 이끈 2번째 시즌이며, 팀은 4월부터 김인호 장광호 박재홍 등 주축선수들이 줄줄이 부상으로 전열에서 이탈한 데다 김영준 김형남 이근엽 등 백업요원들이 기대만큼의 활약을 보여주지 못했고 김경기 전준호 박진만 등 방망이가 침묵하여    8팀 중 정규시즌 6위에 그쳐 포스트시즌 진출에 실패했는데 포수 백업요원-2루수-3루수 쪽에서 부재를 드러낸 것이 컸다.(그후 8년 후에 최악의 성적을 거두고 말았다.)

## 타이틀
- KBO 골든글러브: 박재홍 (외야수)
- 선발등판: 정민태 (31)
- 이닝: 정민태 (219)
- 상대한 타자 수: 정민태 (886)
- 올스타 선발: 박재홍 (외야수), 윤덕규 (지명타자)
- 올스타전 추천선수: 정민태
- 올스타전 홈런더비 우승: 박재홍

### 퓨처스리그
- 북부리그 2루타: 허유신 (15)
- 북부리그 3루타: 허유신 (5)
- 북부리그 타율: 장용대 (0.311)

## 선수단
- 선발투수 : 정민태, 위재영, 김홍집
- 구원투수 : 조웅천, 최원호, 설종진, 안병원, 노종우, 최영필, 최창호, 김익재, 박정현, 가내영
- 마무리투수 : 정명원, 신상윤, 이경호
- 포수 : 이재주, 장광호, 김상국, 김성태, 김형남
- 1루수 : 이숭용
- 2루수 : 하득인, 김인호, 백성진
- 유격수 : 조승현, 염경엽, 박진만
- 3루수 : 권준헌, 손차훈, 이근엽, 허유신, 안명성
- 좌익수 : 전준호, 장정석
- 중견수 : 박재홍, 김갑중
- 우익수 : 김광림, 최만호, 윤덕규
- 지명타자 : 김경기, 지화선, 공의식, 김병철, 이득수, 계기범, 최인선, 장용대, 김동현

## 특이 사항
- 2군은 이 시즌까지 숭의야구장을 홈구장으로 사용했다.
- 염경엽은 1995년 9월 5일 전주 쌍방울 레이더스전부터 이 시즌(1997년) 8월 23일 무등 해태 타이거즈전까지 51타석 연속 무안타를 기록하며 이 부문 역대 1위를 기록했다.
- 박진만은 공격 WAR -1.87로 규정 타석을 채운 선수 중 KBO 리그 역대 최저 공격 WAR을 기록한 타자가 되었다. 또 구단 사상 단일 시즌 최저 공격 WAR 기록을 세웠으며, KBO 리그 역대 단일 시즌 음수 WAR을 기록한 선수 중 최고 수비 WAR(1.47)을 기록한 선수이기도 하다.
- 안병원은 폭투 12회로 구단 사상 단일 시즌 최다 폭투 기록을 세웠다.
- 박진만은 당시 규정 타석을 채운 야수 중 유일하게 WAR 음수를 기록했다.
- 가내영은 이 시즌 월요일 경기 피OPS 5.000으로 KBO 리그 역대 단일 시즌 월요일 경기 최고 기록을 세웠다.
- 이 시즌을 끝으로 은퇴한 김상국은 통산 270득점으로 역대 KBO 리그 통산 3000타석 이상 소화한 타자 중 최소 기록을 보유하고 있다.
- 스트롱은 11월 13일 외국인 선수 드래프트에서 1라운드 1순위로 현대 유니콘스에 지명되어 KBO 리그 사상 최초로 지명된 외국인 선수가 되었다. 또한 공식적인 첫 미국 국적 선수이기도 하다.
- 신승국은 이 시즌에 KBO 퓨처스리그에서 통산 처음이자 마지막으로 투수로 등판해 0.1이닝을 소화했다. 이후 KBO 퓨처스리그에서의 추가 등판 없이 은퇴하여 KBO 퓨처스리그 사상 통산 최소 이닝 소화 투수가 되었다.